# Handies Peak
Handies Peak je s nadmořskou výškou 4 282 metrů jeden z nejvyšších vrcholů pohoří San Juan Mountains, která jsou součástí jižních Skalnatých hor. Náleží také do první padesátky nejvyšších hor ve Spojených státech amerických.
Handies Peak leží ve střední části pohoří San Juan Mountains,
v Hinsdale County, na jihozápadě Colorada.